# Litopenaeus vannamei
Litopenaeus vannamei är en kräftdjursart som först beskrevs av David R. Boone 1931.  Litopenaeus vannamei ingår i släktet Litopenaeus och familjen Penaeidae. Inga underarter finns listade i Catalogue of Life.
Vannamei-räkan är en välsmakande art som säljs alltmer i Europa. Priset är ofta förhållandevis förmånligt beroende på storleken. I Sverige saluföres  denna räka rå, kokt och marinerad i vissa butiker. 
Räkan odlas i grunda saltvattendammar främst i Sydost-Asien samt Syd- och Mellan-Amerika. Köttet är spänstigt och har en söt mild smak. Passar bra att grillas, stekas, paneras, friteras, wokas eller kokas.
Det är idag världens mest odlade räka och 2014 hade produktionen stigit till över 3.600 miljoner ton. Foder är mestadels botten-detritus (dött organiskt material; maskar, musslor och kräftdjur). Vid produktionen tillsätts konserveringsmedel E223 (natriumdisulfit) och E330 och ibland arom av lagerblad (laurus nobilis), varefter räkan fryses inför transporten.
Räkan är känslig för sjukdomar, varför stor noggrannhet fordras vid produktionen. Miljöorganisationer som Greenpeace har påpekat att räkorna ibland odlats med icke hållbara metoder som medfört miljöförstöring av känsliga områden.

## Bildgalleri

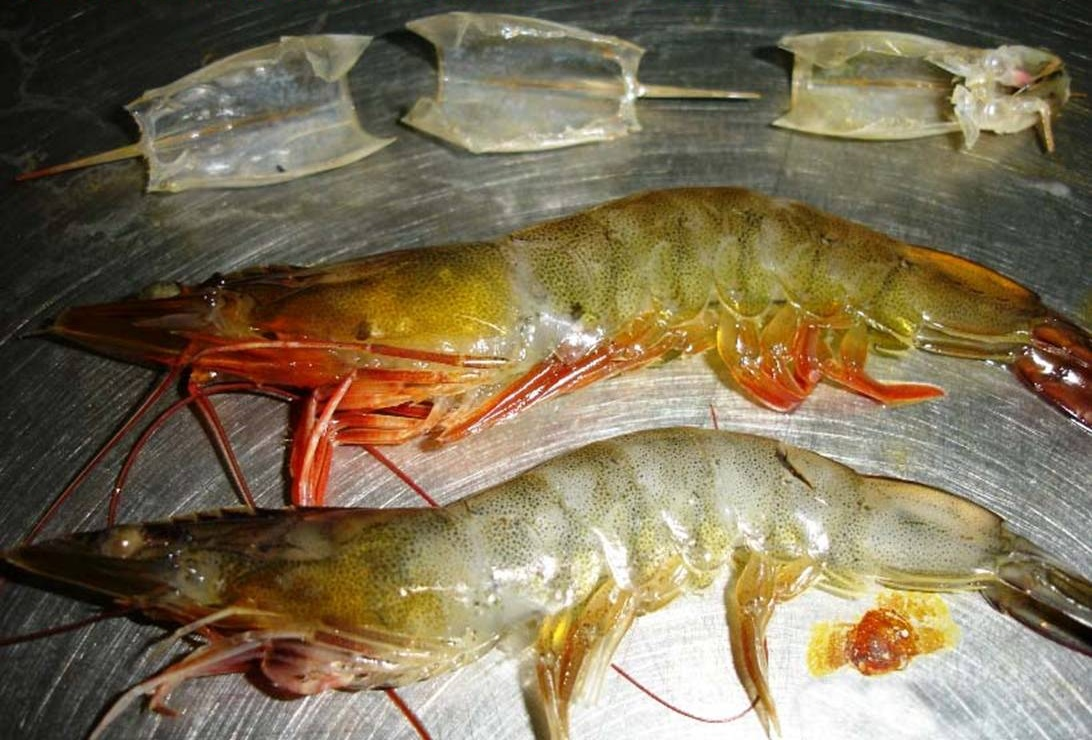
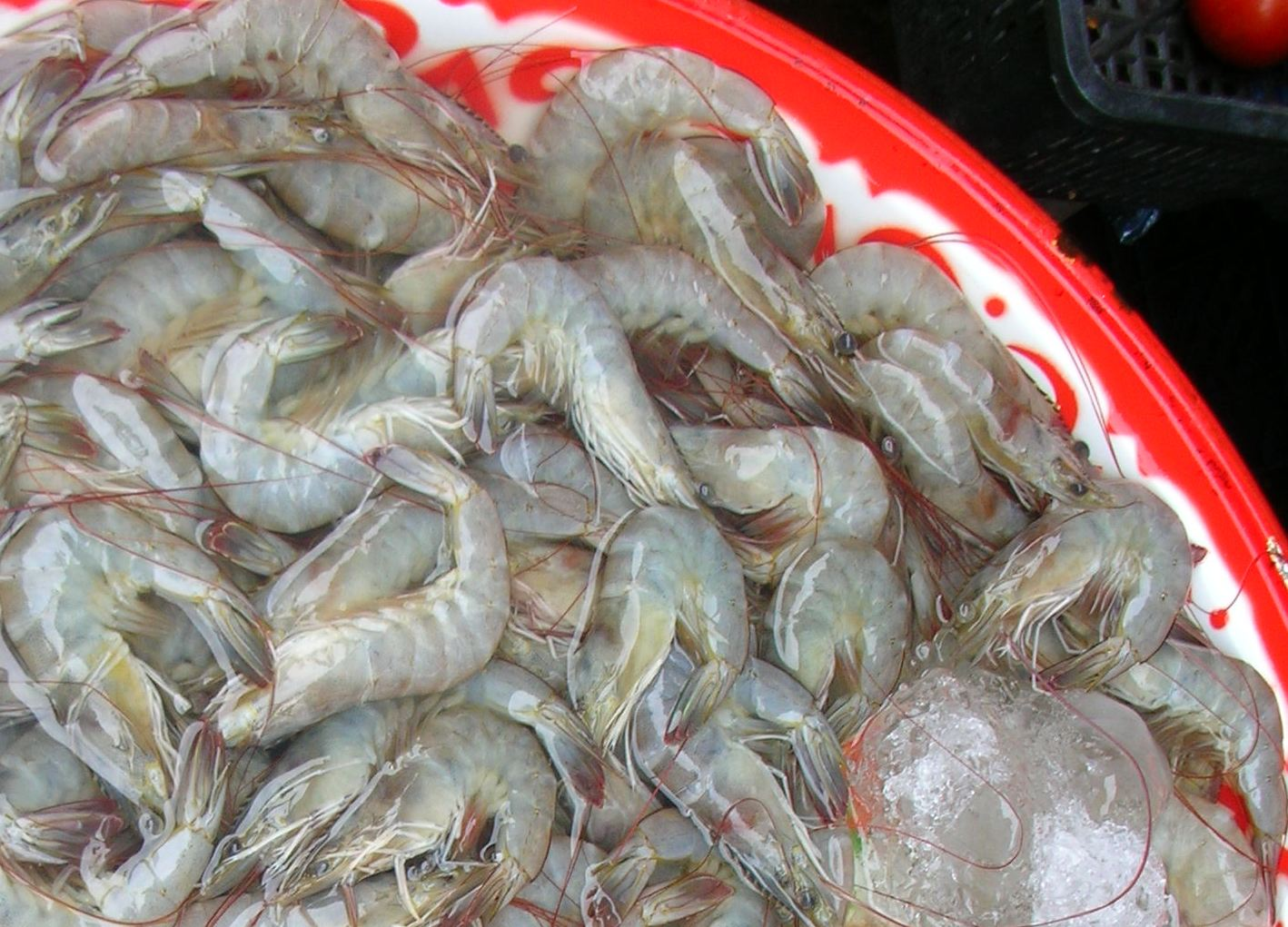
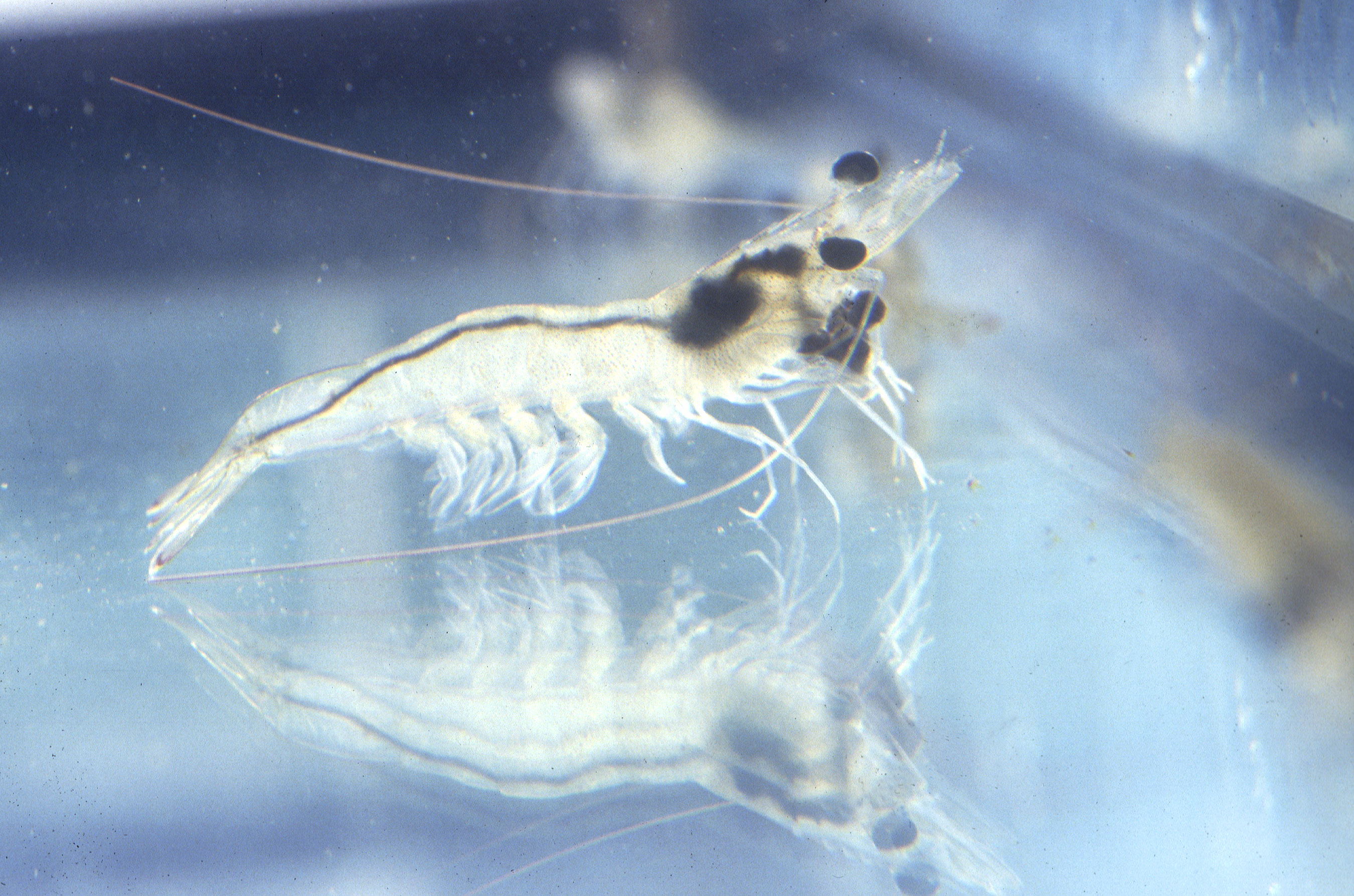